# Sig Ruman
Sig Ruman (Siegfried Albon Rumann: Hamburgo, 11 de octubre de 1884 - Julián, California, 14 de febrero de 1967) fue un actor germanoestadounidense conocido por sus interpretaciones cómicas de villanos atildados.

## Vida y carrera
Estudió ingeniería eléctrica antes de servir en el ejército imperial alemán durante la Primera Guerra Mundial. Después de su migración a los Estados Unidos en 1924, floreció su carrera como actor. Tuvo amistad con el dramaturgo George S. Kaufman y con el crítico teatral Alexander Woollcott, y cosecharía el éxito en muchas producciones de Broadway.
Tras la llegada del cine sonoro, Ruman se convirtió en un favorito de los Hermanos Marx:  aparece en Una noche en la ópera (1935), Un día en las carreras (1937) y Una noche en Casablanca (1946). 
Su acento alemán y su gran estatura lo mantuvieron ocupado durante la Segunda Guerra Mundial interpretando siniestros personajes nazis. Durante ese período, también apareció en varias películas de Ernst Lubitsch, otro emigrante de Alemania. En 1941, interpretó el papel del profesor Herman Von Reiter en la película Shining Victory, adaptación de la obra de teatro Jupiter Laughs, de A. J. Cronin.
Según el comentario de Leonard Maltin que acompaña a una edición en DVD de Una noche en la Opera, Ruman había modificado su nombre para que no sonara tan alemán.

## Filmografía
- 1930: Sin novedad en el frente (All Quiet On The Western Front).

- 1934: The World Moves On, de John Ford.

- 1934: Servants' Entrance, de Frank Lloyd y Walt Disney.

- 1935: The Wedding Night, de King Vidor.

- 1935: Una noche en la ópera (A Night at the Opera), de Sam Wood y Edmund Goulding.

- 1936: The Princess Comes Across, de William K. Howard.

- 1936: The Bold Caballero, de Wells Root.

- 1937: On the Avenue, de Roy Del Ruth.

- 1937: Seventh Heaven, de Henry King.

- 1937: La contraseña (This Is My Affair).

- 1937: Un día en las carreras (A Day at the Races), de Sam Wood.

- 1937: Think Fast, Mr. Moto, de Norman Foster.

- 1937: Thin Ice, de Sidney Lanfield.

- 1937: Lancer Spy, de Gregory Ratoff.

- 1937: Nothing Sacred, de William A. Wellman

- 1937: Thank You, Mr. Moto de Norman Foster.

- 1938: Paradise for Three, de Edward Buzzell.

- 1938: El Santo en Nueva York (The Saint in New York), basada en la novela homónima de Leslie Charteris y dirigida por Ben Holmes.

- 1938: Suez, de Allan Dwan

- 1939: Honolulu, de Edward Buzzell

- 1939: Confessions of a Nazi Spy, de Anatole Litvak.

- 1939: Sólo los ángeles tienen alas (Only Angels Have Wings), de Howard Hawks.

- 1939: Ninotchka, de Ernst Lubitsch.

- 1940: Dr. Ehrlich's Magic Bullet, de William Dieterle.

- 1940: Bitter Sweet, de W. S. Van Dyke

- 1940: Camarada X (Comrade X), de King Vidor.

- 1941: That Uncertain Feeling, basada en la obra de teatro Divorçons!, de Victorien Sardou, y dirigida por Ernst Lubitsch.

- 1941: The Wagons Roll at Night, de Ray Enright.

- 1941: Love Crazy, de Jack Conway

- 1941: Shining Victory basada en la obra de teatro Jupiter Laughs, de A. J. Cronin, y dirigida por Irving Rapper.

- 1942: Ser o no ser (To Be or Not to Be), de Ernst Lubitsch.

- 1942: Crossroads, de Jack Conway.

- 1942: Desperate Journey, de Raoul Walsh.

- 1942: China Girl, de Henry Hathaway.

- 1943: Tarzan Triumphs, de Wilhelm Thiele.

- 1943: Sweet Rosie O'Grady, de Irving Cummings.

- 1943: La canción de Bernadette (The Song of Bernadette), adaptada de Das Lied von Bernadette (1941), novelización de Franz Werfel de la vida de Bernadette Soubirous; la película fue dirigida por Henry King.

- 1944: Sucedió mañana (It Happened Tomorrow), basada en la obra de teatro de Lord Dunsany y dirigida por René Clair.

- 1944: House of Frankenstein, de Erle C. Kenton

- 1945: A Royal Scandal o Czarina, basada en la obra de teatro La zarina (Die Zarin), de Lajos Bíró y Menyhért Lengyel, y dirigida por Ernst Lubitsch .

- 1945: The Dolly Sisters, de Irving Cummings.

- 1946: Una noche en Casablanca (A Night in Casablanca).

- 1946: Noche y día (Night and Day), película sobre la vida de Cole Porter dirigida por Michael Curtiz.

- 1947: Mother Wore Tights, de Walter Lang.

- 1948: El vals del emperador (The Emperor Waltz), de Billy Wilder.

- 1949: Border Incident, de Anthony Mann.

- 1950: Father Is a Bachelor, de Abby Berlin y Norman Foster.

- 1951: On the Riviera, de Walter Lang.

- 1952: El mundo en sus manos (The World in His Arms), basada en la novela homónima de Rex Beach y dirigida por Raoul Walsh.

- 1953: Stalag 17, de Billy Wilder

- 1953: Houdini, sobre la vida del ilusionista y escapista Harry Houdini; película adaptada del libro homónimo de Harold Kellock y dirigida por George Marshall.

- 1953: Ma and Pa Kettle on Vacation, de Charles Lamont.

- 1953: Die Jungfrau auf dem Dach, de Otto Preminger.

- 1954: Música y lágrimas (The Glenn Miller Story), de Anthony Mann.

- 1954: Living It Up, de Norman Taurog.

- 1954: El rey del circo (3 Ring Circus), de Joseph Pevney.

- 1955: Carolina Cannonball, de Charles Lamont.

- 1955: Spy Chasers, de Edward Bernds.

- 1957: The Wings of Eagles, de John Ford.

- 1961: The Errand Boy, de Jerry Lewis.

- 1964: Cuatro gángsters de Chicago (Robin and the 7 Hoods), de Gordon Douglas.

- 1965: 36 Hours, de George Seaton.

- 1966: En bandeja de plata (The Fortune Cookie), de Billy Wilder.

- 1966: Un chalado en órbita (Way... Way Out), de Gordon Douglas.